# 1966 год в телевидении
Список 1966 год в телевидении описывает события в мире телевидения, произошедшие в 1966 году.

## События
- Октябрь — в Москве были открыты курсы по подготовке творческих работников телевидения.
- Декабрь — в Москве были открыты курсы по подготовке квалифицированных работников телевидения и радиовещания.

## Кино и театр на Центральном телевидении СССР
- 23 по 28 марта — премьера многосерийного телефильма «Тени старого замка».
- 29—30 марта — премьера двухсерийного телефильма «Пограничная тишина».

## Родились
- 20 апреля — Пётр Кулешов, ТВ-ведущий, бессменный ведущий телевикторины Своя игра, также ведущий передач Я знаю всё, Игры разума, Кто сказал мяу? и актёр (Сестрички Либерти).
- 14 июля — Вадим Карлинский, ТВ-знаток (Что? Где? Когда?, Брэйн-ринг, Своя игра), вице-чемпион 1-го турнира "Комбинированного кубка-2005", чемпион "Автомобильного кубка-2009", чемпион "2-го открытого командного турнира" и программист[1].
- 8 августа — Алексей Глубоцкий, ТВ-знаток Своя игра и политический аналитик[2].
- 18 августа — Борис Крюк, ТВ-ведущий (Любовь с первого взгляда, Что? Где? Когда?).
- 15 сентября — Сергей Дымский, ТВ-знаток (Своя игра) и журналист[3].
- 12 Октября  — Ольга Грозная, телеведущая (Время деловых людей, Диктор, Времечко, Сегоднячко, Утро России, Поступок)